# Marmontana
Marmontana je hora ležící na pomezí Itálie a Švýcarska v pohoří Tambo. Její výška je 2316 m a je tvořena převážně břidlicí. Okolí hory je poměrně bohaté na vodu, což dokladuje mnoho pramenů, stékajících potoků a několik horských ples (Laghit della Boga aj.)

## Poloha
Vrchol se nachází zhruba 10 km severozápadně od severních břehů jezera Lago di Como a 10 km východně od švýcarského města Bellinzona.

## Přístup
K hoře se lze dostat jak z Itálie, tak ze Švýcarska. Hlavním opěrným bodem pro výstup ze Švýcarska je město Roveredo, ležící v dolině Valle Mesolcina, severozápadně od Bellinzony. Samotným výchozím bodem je potom horská osada Monti Laura (1376 m), do které se lze dostat z Rovereda po sjízdné silnici. Odtud po značené turistické stezce až k salaším Alpe di Cadinello a dále k chatě Alpe d'Albion (1890 m, přístupný rovněž bivak). Od chaty stoupá cesta mírně až do sedla pod vrcholem Cima di Cugn (2237 m). Následuje přechod přes vrchol a již bez značení, ale viditelnou cestou po hřebeni na vrcholek Marmontany. Hora převyšuje okolní hluboká údolí až o 2 km, takže nabízí působivé výhledy. Z Itálie vede k hoře značená cesta z doliny Valle Albano až k horské chatě Il Giovo (1714 m). Odtud je možno vystoupit do sedla Bocchetta dell Lago (2135) a po východním rameni na vrchol.